# Marvin Schulte
Marvin Schulte (ur. 19 lutego 1999 w Lipsku) – niemiecki lekkoatleta, sprinter, młodzieżowy mistrz Europy z 2019.

## Osiągnięcia sportowe
Zwyciężył w biegu na 100 metrów na mistrzostwach Europy juniorów młodszych w 2016 w Tbilisi.
Zdobył brązowy medal w  sztafecie 4 × 100 metrów na mistrzostwach świata juniorów w 2018 w Tampere, a w biegu na 100 metrów został zdyskwalifikowany w półfinale.
Zdobył złoty medal w sztafecie 4 × 100 metrów na młodzieżowych mistrzostwach Europy w 2019 w Gävle (sztafeta niemiecka biegła w składzie: Kevin Kranz, Schulte, Deniz Almas i Philipp Trutenat), a w biegu na 100 metrów zajął 5. miejsce.
Odpadł w eliminacjach sztafety 4 × 100 metrów na mistrzostwach świata w 2019 w Dosze. Był rezerwowym zawodnikiem tej sztafety na igrzyskach olimpijskich w 2020 w Tokio.
Był mistrzem Niemiec w biegu na 100 metrów w 2021.

## Rekordy życiowe
Rekordy życiowe Schultego:
- bieg na 100 metrów – 10,18 s (15 czerwca 2019, Wetzlar)
- bieg na 200 metrów – 21,20 s (3 lipca 2022, La Chaux-de-Fonds)
- bieg na 60 metrów (hala) – 6, 64 s (20 lutego 2021, Dortmund)
- bieg na 200 metrów (hala) – 21,91 s (10 lutego 2018, Lipsk])